# Baital, Bârzula
Baital (în ucraineană Байтали, transliterat: Baitalî) este un sat în comuna Ananiev din raionul Bârzula, regiunea Odesa, Ucraina. În trecut a fost un sat cu o numeroasă comunitate moldovenescă (românescă) – cca. 10% din populație, conform recensământului sovietic din 1926; fiind însă asimilat în prezent. 

## Demografie
Componența lingvistică a comunei Baital
     Ucraineană (92,8%)
     Rusă (3,6%)
     Română (2,94%)
     Alte limbi (0,55%)
Conform recensământului din 2001, majoritatea populației comunei Baital era vorbitoare de ucraineană (92,8%), existând în minoritate și vorbitori de rusă (3,6%) și română (2,94%).